# Jacob Wackernagel
Jacob Wackernagel, švicarski lingvist, indogermanist, predavatelj in rektor. * 11. december 1853, Basel, Švica, † 22. maj 1938, Basel, Švica.
Je pomemben predstavnik jezikoslovja s področja študij grškega, indoevropskega in indoiranskega jezika. Njegove raziskave o slovnici ter skladnji so še danes obravnavane kot dela bistvenega pomena za razumevanje teh jezikov. Njegova najbolj brana knjiga je Vorlesungen über Syntax mit besonderer Berücksichtigung von Griechisch, Lateinisch und Deutsch.

## Življenje in delo
Jacob Wackernagel se je rodil leta 1853 v Baslu v Švici. Njegov oče je bil nemški germanist Wilhelm Wackernagel. V Baslu, Göttingenu in Leipzigu je od 1871 do 1875 študiral zgodovino, germanistiko in klasično filologijo. Študij je zaključil z doktoratom s tezo o fonološki doktrini in teoriji antičnih grških jezikoslovcev. Po študiju je začel poučevati. Leta 1879 je začel kot izredni profesor poučevati v Baslu. Čez dve leti je postal redni profesor grščine in grške kulture. Od leta 1902 je 13 let učil indogermansko jezikoslovje v Göttingenu. Po tem se je vrnil na Univerzo v Baslu in tam do leta 1936 poučeval indogermanistiko. Dvakrat (leta 1890 in med letoma 1918 in 1919) je deloval kot rektor na Univerzi v Baslu, prav tako je opravljal poklic prorektorja v Göttingenu med 1912-1913. Umrl je leta 1938 v Baslu.
Kot jezikoslovec je Wackernagel deloval bolj na »filološki ravni«. To pomeni, da pri svojih raziskavah ni iskal podatkov iz takratnih slovarjev in slovnic, ampak jih je iskal v besedilih in svoje ugotovitve sklepal le po živi rabi jezika. Na ta način mu je uspelo najti posebnosti grškega, indoevropskega in indoiranskega jezika. Med drugim je tako odkril, da so nenaglašene besede v indoevropskih jezikih postavljene v stavkih na drugo mesto. Danes temu pojavu pravimo Wackernaglovo pravilo.  

## Dela
- Die epische Zerdehnung. (1878)
- Das Dehnungsgesetz der griechischen Komposita. (Basel, 1889)
- Beiträge zur Lehre vorm griechischen Akzent. (Basel, 1893)
- Vermischte Beiträge zur griechischen Sprachkunde. (Basel, 1897)
- Sprachliche Untersuchungen zu Homer. (Basel, 1916)
- Vorlesungen über Syntax mit besonderer Berücksichtigung von Griechisch, Lateinisch und Deutsch. (Basel, 1920—1924)